# Solgne
Solgne est une commune française située dans le département de la Moselle, en région Grand Est.

## Géographie
Solgne est une commune rurale du sud du pays messin. Les communes voisines sont Vigny, Buchy et Luppy.

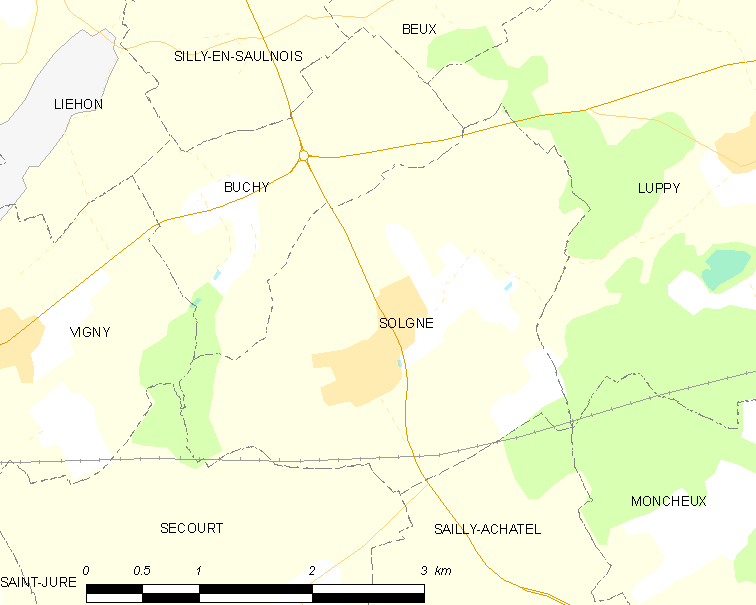
Carte de la commune.

### Communes limitrophes
| Buchy   |                | Luppy    |
| Vigny   | Solgne         |          |
| Secourt | Sailly-Achâtel | Moncheux |

### Écarts
- Ancy-lès-Solgne.

### Hydrographie
La commune est située dans le bassin versant du Rhin au sein du bassin Rhin-Meuse. Elle est drainée par le ruisseau de Moince.
Le ruisseau de Moince, d'une longueur totale de 18 km, prend sa source dans la commune  et se jette  dans la Seille à Éply, après avoir traversé six communes.

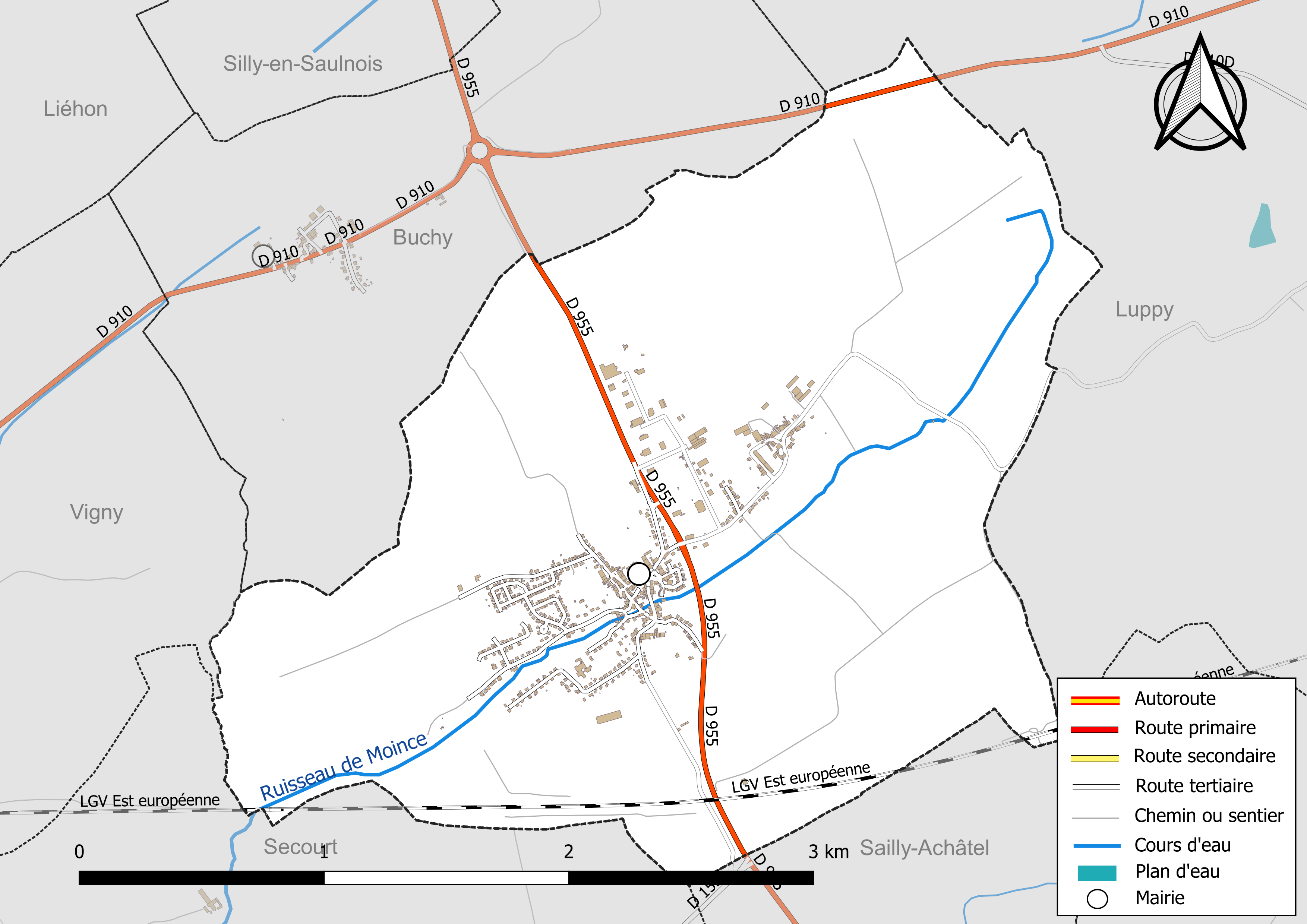
Réseaux hydrographique et routier de Solgne.

La qualité du ruisseau de Moince peut être consultée sur un site spécial géré par les agences de l’eau et l’Agence française pour la biodiversité.

### Climat
Pour des articles plus généraux, voir Climat du Grand Est et Climat de la Moselle.
En 2010, le climat de la commune est de type climat des marges montargnardes, selon une étude du Centre national de la recherche scientifique s'appuyant sur une série de données couvrant la période 1971-2000. En 2020, Météo-France publie une typologie des climats de la France métropolitaine dans laquelle la commune est exposée à un climat semi-continental et est dans la région climatique  Lorraine, plateau de Langres, Morvan, caractérisée par un hiver rude (1,5 °C), des vents modérés et des brouillards fréquents en automne et hiver. 
Pour la période 1971-2000, la température annuelle moyenne est de 9,6 °C, avec une amplitude thermique annuelle de 16,8 °C. Le cumul annuel moyen de précipitations est de 775 mm, avec 12,1 jours de précipitations en janvier et 9,2 jours en juillet. Pour la période 1991-2020, la température moyenne annuelle observée sur la station météorologique de Météo-France la plus proche, « M.n.l. », sur la commune de Goin à 6 km à vol d'oiseau, est de 10,7 °C et le cumul annuel moyen de précipitations est de 678,8 mm. 
La température maximale relevée sur cette station est de 39,5 °C, atteinte le 24 juillet 2019 ; la température minimale est de −16,3 °C, atteinte le 2 janvier 1997,,. 
Les paramètres climatiques de la commune ont été estimés pour le milieu du siècle (2041-2070) selon différents scénarios d'émission de gaz à effet de serre à partir des nouvelles projections climatiques de référence DRIAS-2020. Ils sont consultables sur un site spécial publié par Météo-France en novembre 2022.

## Urbanisme

### Typologie
Au 1er janvier 2024, Solgne est catégorisée bourg rural, selon la nouvelle grille communale de densité à sept niveaux définie par l'Insee en 2022.
Elle est située hors unité urbaine. Par ailleurs la commune fait partie de l'aire d'attraction de Metz, dont elle est une commune de la couronne,. Cette aire, qui regroupe 245 communes, est catégorisée dans les aires de 200 000 à moins de 700 000 habitants,.

### Occupation des sols
L'occupation des sols de la commune, telle qu'elle ressort de la base de données européenne d’occupation biophysique des sols Corine Land Cover (CLC), est marquée par l'importance des territoires agricoles (86 % en 2018), en diminution par rapport à 1990 (88,6 %). La répartition détaillée en 2018 est la suivante : 
terres arables (74,1 %), prairies (11,8 %), zones urbanisées (9,1 %), forêts (4,9 %). L'évolution de l’occupation des sols de la commune et de ses infrastructures peut être observée sur les différentes représentations cartographiques du territoire : la carte de Cassini (XVIIIe siècle), la carte d'état-major (1820-1866) et les cartes ou photos aériennes de l'IGN pour la période actuelle (1950 à aujourd'hui).

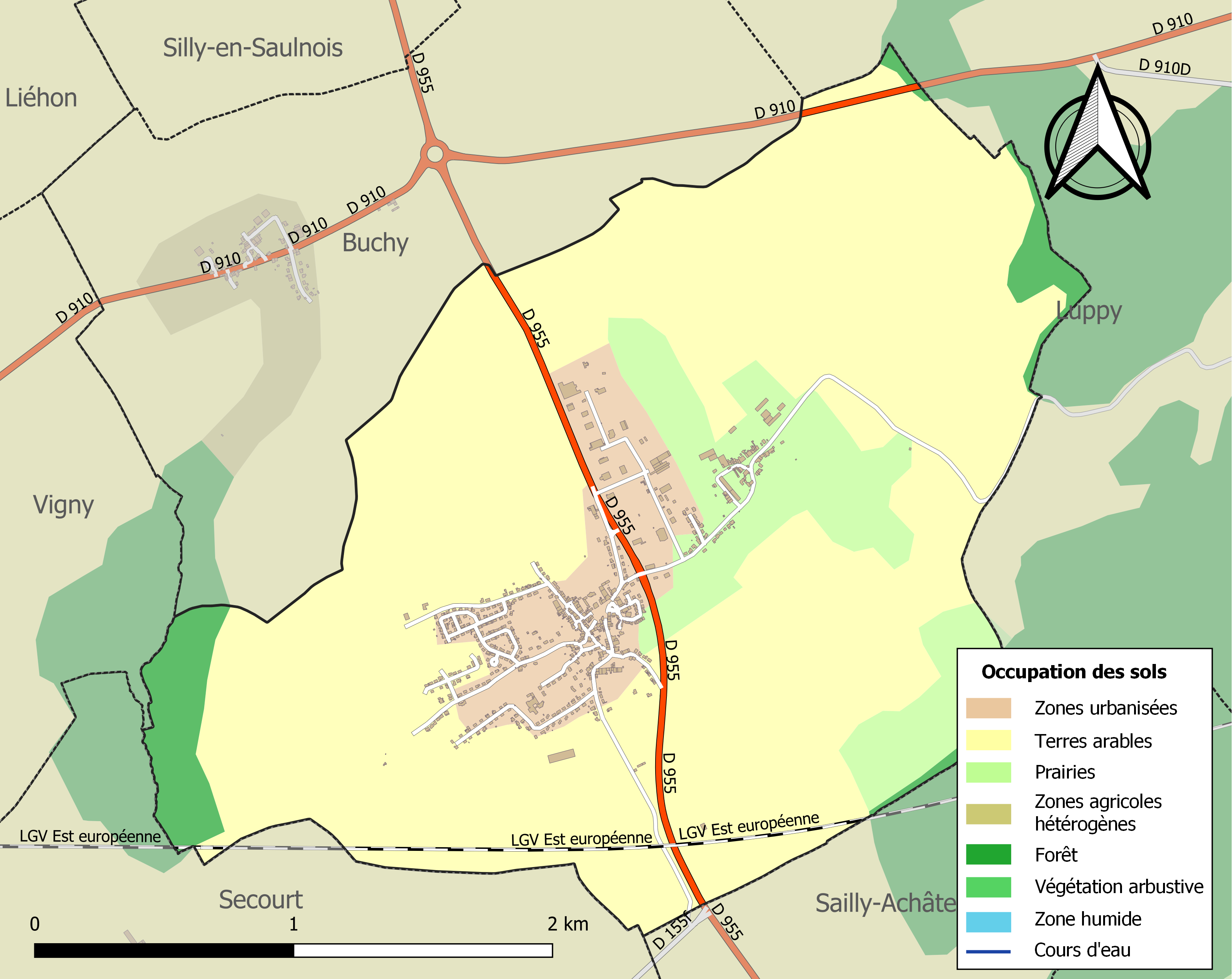
Carte des infrastructures et de l'occupation des sols de la commune en 2018 (CLC).

## Toponymie
Sognes, Sogne (1327) ; Songne (1370) ; Soigne (1404) ; Soignes (1425) ; Sougne (1465) ; Solgne (1793) ; Solgen (1915-1918 et 1940-1944).

## Histoire
- Dépendait de l'ancien duché de Bar et siège d'un fief de la baronnie de Viviers.
- En 1324, Solgne était marche d'estaut entre pays Messin et l'évêché.
- Village cédé au royaume de France en vertu de l’article 13 du traité de Vincennes de 28 février 1661[15]. La Lorraine était en effet tenue de céder à la France, un passage d'une demi-lieue de large, incluant 27 villages (on parle du "traité de la route"), afin de permettre aux troupes françaises de se rendre de Champagne en Alsace. Il s'agit du "couloir lorrain", passant au pied de la côte de Delme, et qui intégrait Solgne[16].
- En 1810, Ancy-lès-Solgne fusionne avec Solgne.
- De 1790 à 2015, Solgne était une commune de l'ex-canton de Verny.

## Politique et administration
| Période                                  | Période      | Identité       | Étiquette | Qualité |
| ---------------------------------------- | ------------ | -------------- | --------- | ------- |
| Mars 1983                                | 2020         | Jean Stamm     |           |         |
| 2020                                     | Février 2021 | Norbert Schoch |           |         |
| Février 2021                             | En cours     | Jean Stamm     |           |         |
| Les données manquantes sont à compléter. |              |                |           |         |

Abraham Toulin, maire d'Ancy-sur-Solgne en 1661 (source : Les Cahiers Lorrains, no 3, 1999, p. 293).

## Démographie
L'évolution du nombre d'habitants est connue à travers les recensements de la population effectués dans la commune depuis 1793. Pour les communes de moins de 10 000 habitants, une enquête de recensement portant sur toute la population est réalisée tous les cinq ans, les populations de référence des années intermédiaires étant quant à elles estimées par interpolation ou extrapolation. Pour la commune, le premier recensement exhaustif entrant dans le cadre du nouveau dispositif a été réalisé en 2005.

En 2022, la commune comptait 1 138 habitants, en évolution de +2,99 % par rapport à 2016 (Moselle : +0,52 %, France hors Mayotte : +2,11 %).
| 1793 | 1800 | 1806 | 1821 | 1836 | 1841 | 1861 | 1866 | 1871 |
| ---- | ---- | ---- | ---- | ---- | ---- | ---- | ---- | ---- |
| 285  | 325  | 360  | 561  | 556  | 535  | 510  | 469  | 432  |

| 1875 | 1880 | 1885 | 1890 | 1895 | 1900 | 1905 | 1910 | 1921 |
| ---- | ---- | ---- | ---- | ---- | ---- | ---- | ---- | ---- |
| 418  | 407  | 396  | 415  | 392  | 375  | 396  | 403  | 385  |

| 1926 | 1931 | 1936 | 1946 | 1954 | 1962 | 1968 | 1975 | 1982 |
| ---- | ---- | ---- | ---- | ---- | ---- | ---- | ---- | ---- |
| 350  | 333  | 316  | 274  | 282  | 284  | 257  | 315  | 498  |

| 1990 | 1999 | 2005  | 2006  | 2010  | 2015  | 2020  | 2022  | - |
| ---- | ---- | ----- | ----- | ----- | ----- | ----- | ----- | - |
| 881  | 993  | 1 050 | 1 078 | 1 060 | 1 093 | 1 124 | 1 138 | - |

## Culture locale et patrimoine

### Lieux et monuments
- Passage d'une voie romaine ; vestiges de villa au lieu-dit les Courts logés.
- Ancien château détruit par les Messins en 1372 et en 1415.

#### Édifices religieux
- Église Saint-Étienne 1718, remaniée 1859 : autel en pierre XVIIIe siècle ;
- Presbytère.

#### Édifices civils
- Monument aux morts ;
- Mairie, salle polyvalente, stade ;
- École maternelle, école primaire « Francis-Cabrel » (baptisée en juin 2005).

### Personnalité née à Solgne
- Paul Bonatz, architecte allemand, constructeur de la Gare centrale de Stuttgart.

### Blasonnement
| Blason de Solgne | Blason  | De gueules à la croix d’argent chargée de 5 tourteaux de gueules. |
| Blason de Solgne | Détails | Le statut officiel du blason reste à déterminer.                  |